# Mounir Chamoun
Pour les articles homonymes, voir Chamoun.
Mounir Chamoun (né le 27 février 1934 à Deir-el-Qamar dans le Chouf au Liban et mort le 10 juin 2016 à Paris,) est un psychothérapeute et psychanalyste libanais.

## Biographie
Après l’École supérieure des lettres de Beyrouth, il obtient un doctorat en psychologie à l’université Lumière Lyon 2. Il est membre de la Société psychanalytique de Paris et de l'Association psychanalytique internationale. Il enseigne la psychologie et la psychanalyse à l’École supérieure des lettres puis à la Faculté des lettres et des sciences humaines de l’université Saint-Joseph à la fondation de laquelle il participe en 1977. Vice-recteur de cette université en 1995, il crée en 1996 « l’Université pour tous ». Il fonde avec Adnan Houbballah et Adel Akl la Société libanaise de psychanalyse en 1980 et crée en 2000 le Cercle d’études psychanalytiques. Il est rédacteur en chef de la revue Travaux et Jours de l’USJ.

## Œuvre
- « Problèmes de la famille au Liban », dans Travaux et jours no 25, 1967, p. 13-40
- Les superstitions au Liban : aspects psycho-sociologiques, Beyrouth, éd. Dar El-Machreq, 1973, X-332 p.-14 p. de pl. ; rééd. 1986, XI-332 p., coll. « Hommes et sociétés du Proche-Orient »[6]
- « Par le voile islamique, que soustraire au regard ? », Adolescence no 49, 2004/3, L’Esprit du temps, p. 543-551
- « Aspects psychologiques du bilinguisme », dans Sélim Abou, Katia Haddad, Une francophonie différentielle, Beyrouth, 1993, p. 443-458  [lire en ligne]